# Romé Weimar
Romé Matthias Weimar (* 7. Oktober 2002 in Bad Honnef, Nordrhein-Westfalen) ist ein deutscher Schauspieler.

## Filmografie
- 2015: Die wilden Kerle – Die Legende lebt! (Kinofilm)
- 2016: Let’s talk. Weil Meinung zählt! (Fernsehshow)
- 2016: Herzensbrecher – Vater von vier Söhnen (Fernsehserie)
- 2017: So viel Zeit (Kinofilm)
- 2019: Wir wären andere Menschen (Fernsehfilm)